# Герб Стрижавки
Герб Стрижавки — символ селища Стрижавка та Стрижавської громади Вінницької області. Затверджений 19 липня 2021 року рішенням сесії селищної ради.
Автор проєкту — А. Гречило.

## Опис
У червоному полі золота зубчаста стіна з рустованою брамою, в якій зачинені срібні ворота, над стіною праворуч — срібна стріла вістрям вгору з горизонтальною перемичкою та роздвоєною основою, ліворуч — срібний лапчастий хрест із накладеним щитком, у синьому полі якого срібний півмісяць, ріжками ліворуч.

## Зміст символів
Роздвоєна стріла з перемичкою є елементом із герба Костеша, який використовувала родина Стрижевських, зокрема Гнівош Стрижевський (він був зокрема послом від Брацлавського воєводства на сеймі 1569 р.), і вказує на місцеву руську шляхту, яка сприяла розвитку поселення.
Хрест із накладеним щитком із півмісяцем є територіальним символом Брацлавщини, підкреслює розташування селища у цьому історичному регіоні. Хрест також уособлює високу духовність місцевих мешканців.
Зубчаста стіна вказує на історичне стратегічне значення Стрижавки.

## Джерело
- Рішення №3 18 чергової сесії Стрижавської селищної ради від 19 липня 2021 року[1].

1. ↑  Про затвердження офіційних символів Стрижавської територіальної громади. stryzhavska-rada.gov.ua (ua) . Архів оригіналу за 8 вересня 2021. Процитовано 9 вересня 2021.